# Vesturlandsvegur
Der Vesturlandsvegur war die offizielle Bezeichnung für den Teil der Ringstraße, der durch den Westen von Island verläuft.
Die anderen Teile sind der Norðurlandsvegur, der Austurlandsvegur und der Suðurlandsvegur.
Diese Bezeichnungen galten von 1972 bis 1995.
Jetzt tragen alle Teile den einheitlichen Namen Hringvegur oder Þjóðvegur .
Der alte Namen wird jedoch weiter verwendet.
Der Vesturlandsvegur zweigt im Westen von Reykjavík vom Suðurlandsvegur in nördliche Richtung ab, wo die Nesbraut  weiter in die Stadt führt.
Dieses Teilstück bis nach Mosfellsbær ist vierstreifig mit mehreren Kreisverkehren ausgebaut.
An einem solchen zweigt der Þingvallavegur  nach Osten ab.
Die Siedlung Grundarhverfi ist eine Exklave der Gemeinde Reykjavík.
Der Hvalfjarðarvegur  war bis 1998 ein 61 km langer Abschnitt der Ringstraße um den gleichnamigen Fjord.
Seitdem verläuft der Vesturlandsvegur durch die Hvalfjarðargöng.
Dieser Tunnel war 20 Jahre lang mautpflichtig.
Seit 1981 verläuft die Straße über die Borgarfjarðarbrú bis in den Ort Borgarnes.
Vorher konnte man die Hvítá bei der Hvítá-Brücke von 1928 überqueren.
Sie liegt etwa 10 km nordöstlich und ist über die Borgarfjarðarbraut  zu erreichen.
Im Ort zweigt der Snæfellsnesvegur  nach Westen ab.
Er erschließt die Snæfellsnes-Halbinsel.
Nördlich von Bifröst zweigt der Vestfjarðavegur  in die Westfjorde ab.
Das ist eine der längsten Straßen des Landes.
Die Hochebene Holtavörðuheiði war früher schlecht zu überqueren.
Der Vesturlandsvegur erreicht hier seine größte Höhe von 407 m.
Der jetzige Hrútatunguvegur  war der frühere Beginn des Norðurlandsvegurs.
Die Straße nördlich des Abzweigs gehörte zum Innstrandavegur , bevor die Brücke über die Hrútafjarðará näher an der Mündung neu gebaut wurde.
Die Beschreibung ist hier ausführlicher als bei dem Artikel Ringstraße, damit dieser übersichtlicher wird.
Er führt neben den 2- und 3-stelligen Straßen auch Städte und Flüsse mit eigenem Artikel auf.
Das Brückenverzeichnis zählt für diesen Straßenabschnitt 15 Brücken auf.
Davon queren 3 Brücken den Fluss Norðurá.

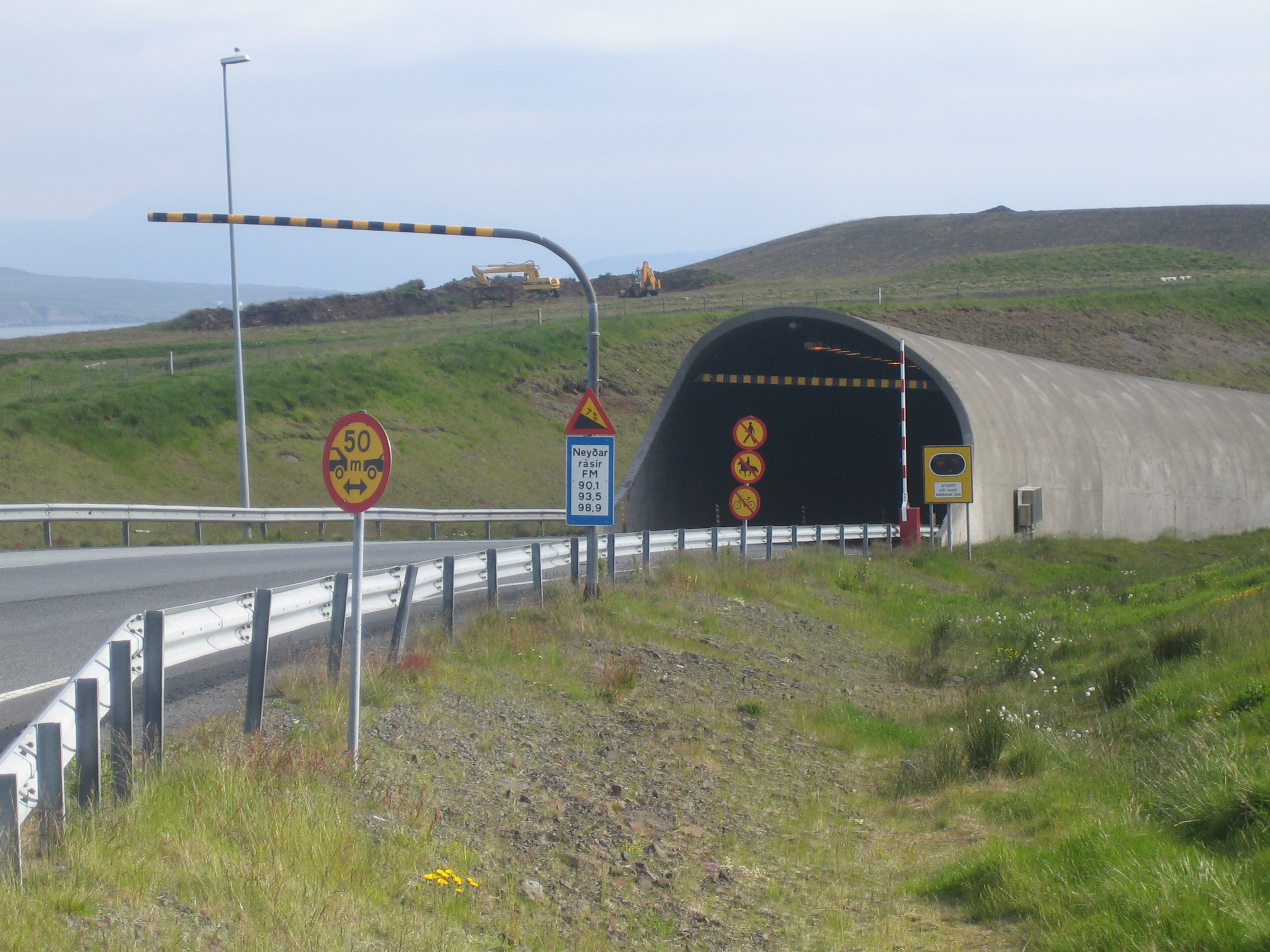
Hvalfjarðargöng (Tunnel)
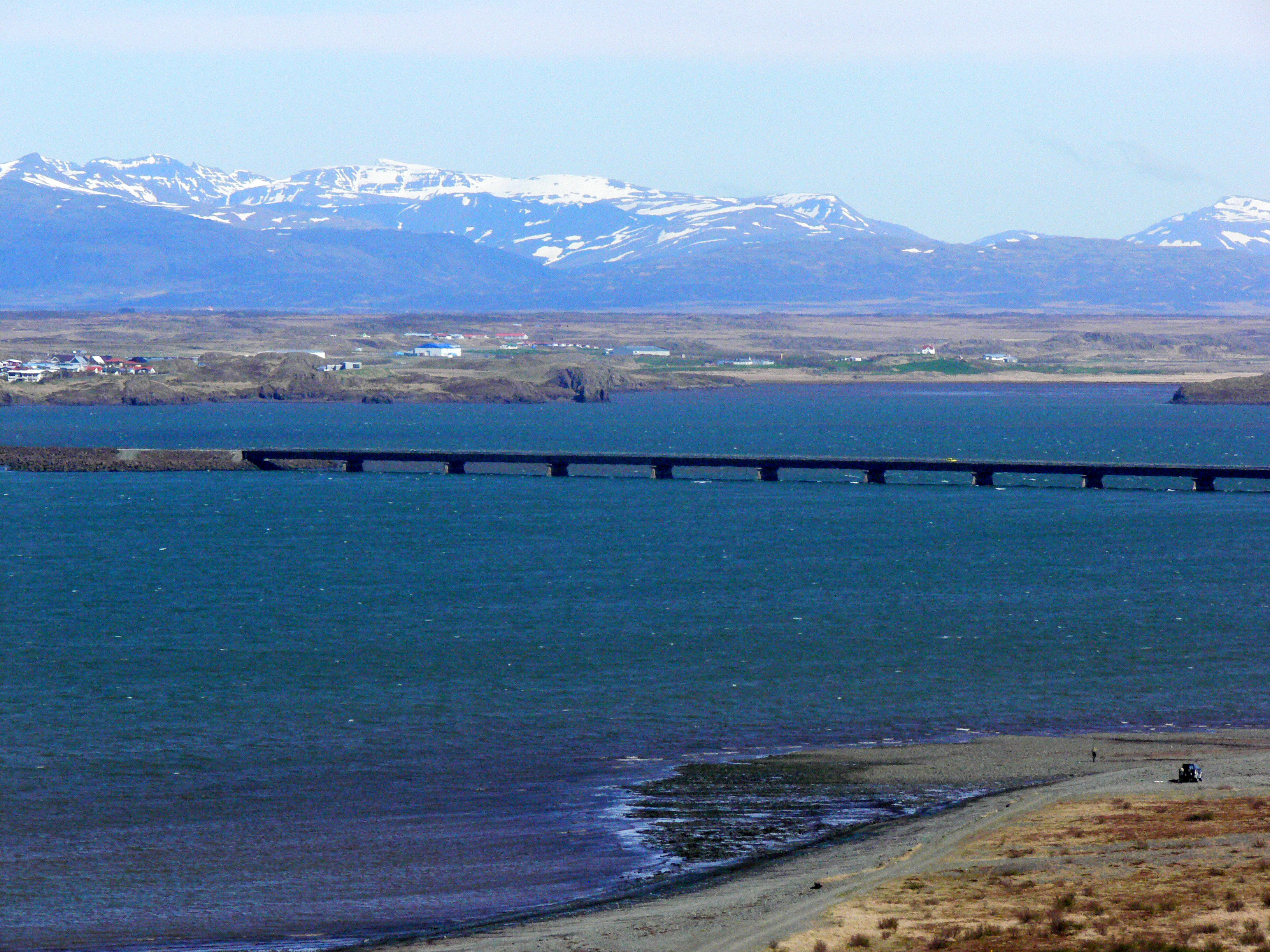
Brücke über den Borgarfjörður